# 小瓣狸藻
小瓣狸藻（學名：Utricularia micropetala）為狸藻屬一年生的小型食虫植物。其种加词“micropetala”来源于希腊文“mikros”和英文“petal”，意为“小型”和“花瓣”，指其小型花瓣。小瓣狸藻为非洲西部的特有种，存在于中非共和国、几内亚、尼日利亚及塞拉利昂。其陸生于潮湿的岩石间，分布海拔约为1500米。1819年，詹姆斯·爱德华·史密斯最先描述了小瓣狸藻。小瓣狸藻与其他蚌实狸藻组下的物种之间的主要差别为其膨大的距及极短的下唇瓣。

## 外部連結
- 食虫植物照片搜寻引擎中小瓣狸藻的照片 （页面存档备份，存于）

 维基共享资源上的相關多媒體資源：小瓣狸藻
 維基物種上的相關：小瓣狸藻